# 第二次南京战斗
南京戰鬥發生於1927年3月19日至25日，是國民革命軍北伐戰爭的戰鬥之一。南京戰鬥的交戰雙方，一方為國民革命軍，另一方為北洋政府所轄軍隊。

## 參看
- 中華民國北洋政府時期內戰戰鬥列表